# Hemeroplanes longistriga
Hemeroplanes longistriga là một loài bướm đêm thuộc họ Sphingidae. Loài này có ở Brasil và Ecuador.
```
Con trưởng thành bay vào tháng 12 ở Brazil.
```

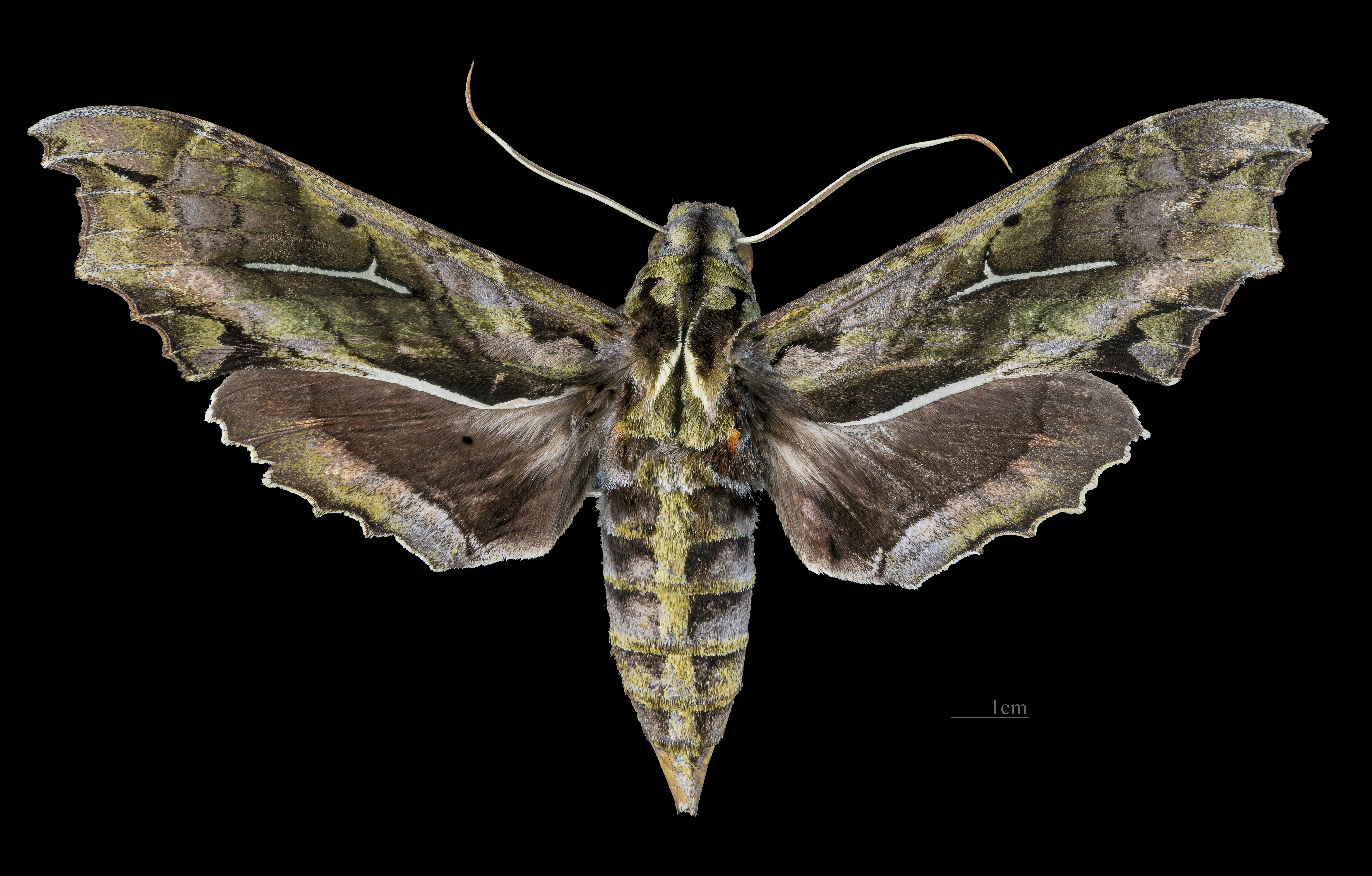
Hemeroplanes longistriga  ♀
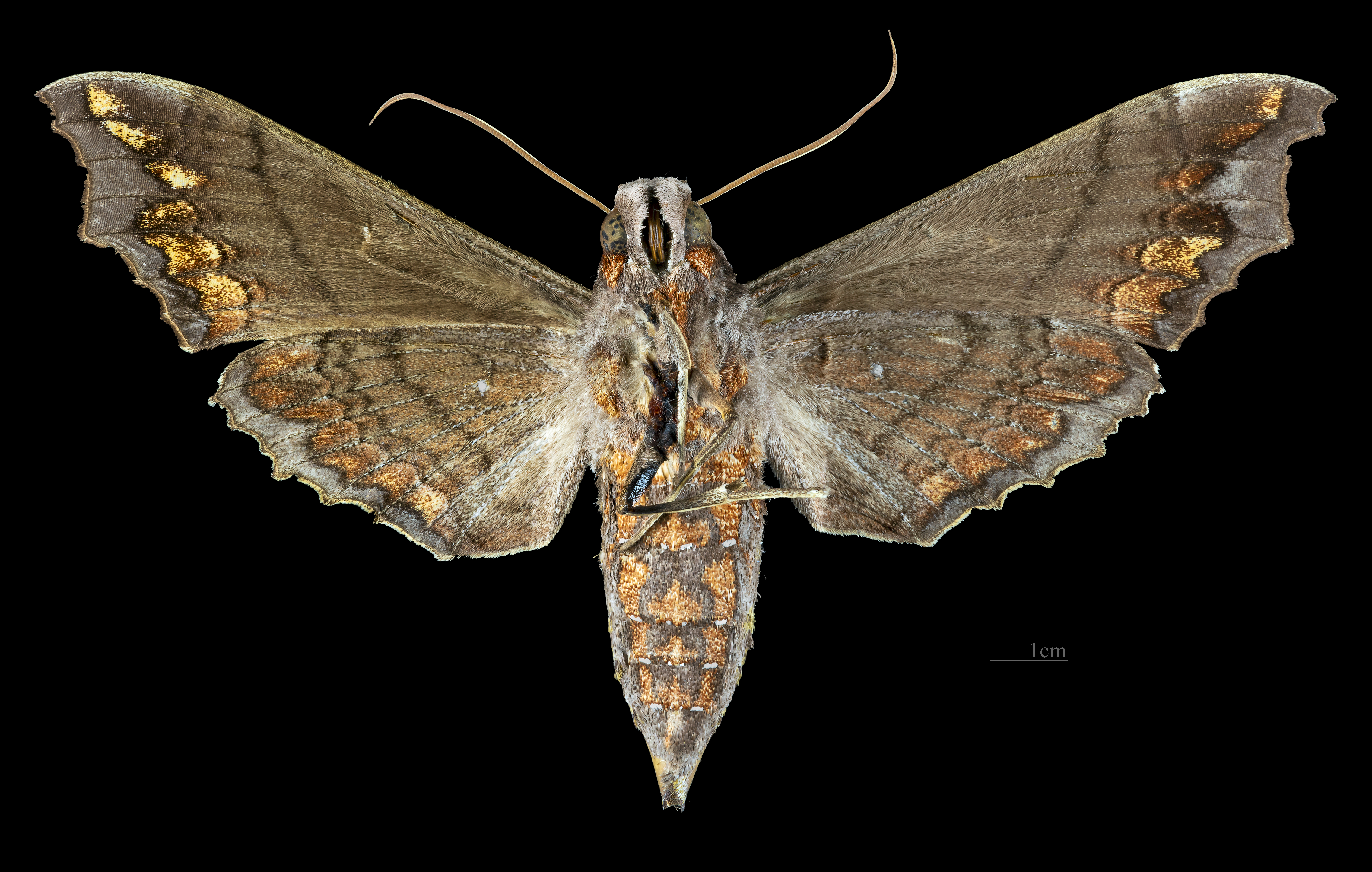
Hemeroplanes longistriga ♀ △